# Heike Drechsler

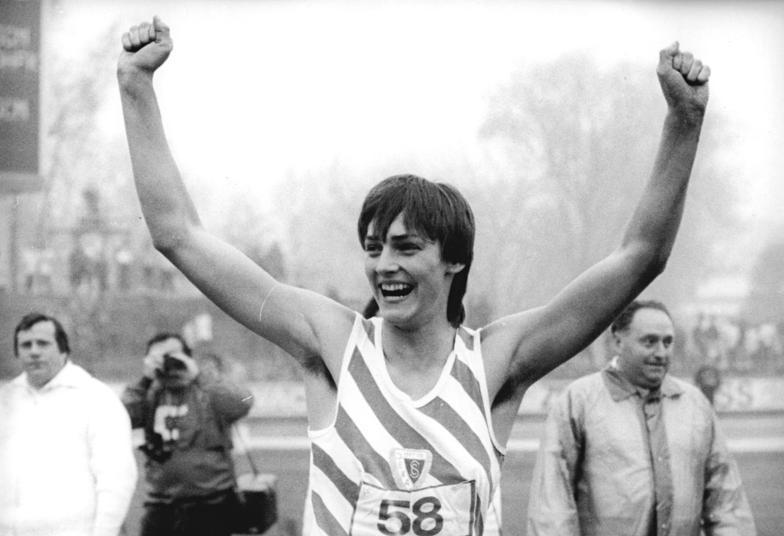
În 1984

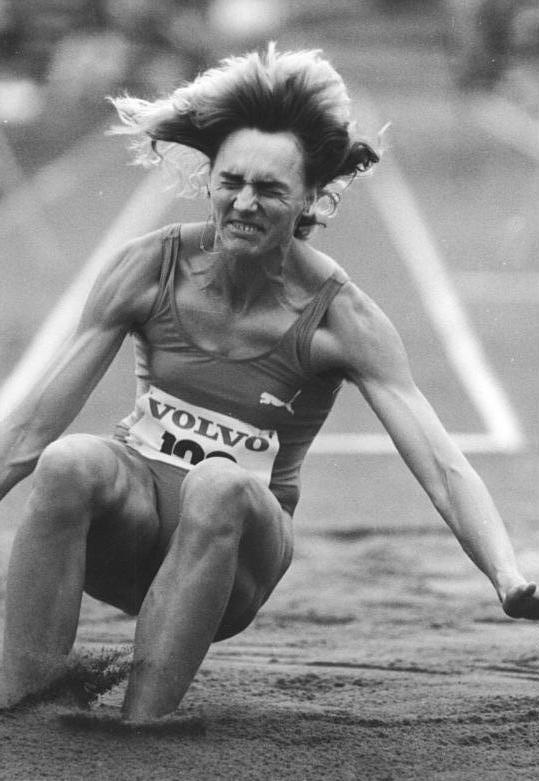
În 1990

Heike Drechsler (nume la naștere Heike Gabriela Daute, n. 16 decembrie 1964, Gera, Germania) este o atletă germană, medaliată cu aur la proba de săritură în lungime la Jocurile Olimpice din 1992 și 2000.

## Carieră
Heike Drechsler este una dintre cele mai de succes atlete germane. A câștigat de două ori medalia de aur la Jocurile Olimpice și la Campionatele Mondiale și de patru ori consecutiv a obținut aurul la Campionatele Europene. A avut 409 sărituri în lungime de peste 7 metri și 27 de medalii la evenimente internaționale majore între Campionatele Mondiale din 1983, unde a învins-o pe Anișoara Cușmir la vârsta de 18 ani, și Jocurile Olimpice din 2000. În 1985 a stabilit recordul mondial cu o săritură de 7,44 m, doborând recordul Anișoarei Cușmir din 1983.

## Recorduri mondiale
Săritură în lungime:
- 1983: 7,14 m (Bratislava/ juniori)
- 1985: 7,44 m (Berlin)
- 1986: 7,45 m (Tallinn)
- 1986: 7,45 m (Dresda)

În 1992 Heike Drechsler a reușit în Sestriere, Italia o săritură cu o lungime fenomenală de 7,63 m, fiind însă favorizată de un vânt puternic din spate (viteză 2,1 m/sec. - admis fiind numai 2,0 m/sec.).
200 m plat:
- 1986: 21,71 sec. (Jena)
- 1986: 21,71 sec. (Stuttgart)

Heptatlon:
- 1981: 5891 puncte (juniori)

## Realizări
| An                                       | Competiție                               | Locație                                  | Loc                                      | Eveniment                                | Note                                     |
| Reprezentând Republica Democrată Germană | Reprezentând Republica Democrată Germană | Reprezentând Republica Democrată Germană | Reprezentând Republica Democrată Germană | Reprezentând Republica Democrată Germană | Reprezentând Republica Democrată Germană |
| ---------------------------------------- | ---------------------------------------- | ---------------------------------------- | ---------------------------------------- | ---------------------------------------- | ---------------------------------------- |
| 1981                                     | Campionatul European de Juniori (sub 20) | Utrecht, Olanda                          | 1                                        | lungime                                  | 7,02 m                                   |
| 1982                                     | Campionatul European în sală             | Milano, Italia                           | 5                                        | lungime                                  | 6,33 m                                   |
| 1982                                     | Campionatul European                     | Atena, Grecia                            | 4                                        | lungime                                  | 6,71 m                                   |
| 1983                                     | Campionatul European în sală             | Budapesta, Ungaria                       | 3                                        | lungime                                  | 6,61                                     |
| 1983                                     | Campionatul Mondial                      | Helsinki, Finlanda                       | 1                                        | lungime                                  | 7,27                                     |
| 1985                                     | Campionatul European în sală             | Atena, Grecia                            | 3                                        | lungime                                  | 6,97                                     |
| 1986                                     | Campionatul European în sală             | Madrid, Spania                           | 1                                        | lungime                                  | 7,18                                     |
| 1986                                     | Campionatul European                     | Stuttgart, Germania                      | 1                                        | 200 m                                    | 21,71                                    |
| 1986                                     | Campionatul European                     | Stuttgart, Germania                      | 1                                        | lungime                                  | 7,27                                     |
| 1987                                     | Campionatul European în sală             | Liévin, Franța                           | 1                                        | lungime                                  | 7,12                                     |
| 1987                                     | Campionatul Mondial în sală              | Indianapolis , Statele Unite             | 1                                        | 200 m                                    | 22,27                                    |
| 1987                                     | Campionatul Mondial în sală              | Indianapolis , Statele Unite             | 1                                        | lungime                                  | 7.10                                     |
| 1987                                     | Campionatul Mondial                      | Roma, Italia                             | 2                                        | 100 m                                    | 11,00                                    |
| 1987                                     | Campionatul Mondial                      | Roma, Italia                             | 3                                        | lungime                                  | 7,13                                     |
| 1988                                     | Campionatul European în sală             | Budapesta, Ungaria                       | 1                                        | lungime                                  | 7,30                                     |
| 1988                                     | Jocurile Olimpice                        | Seul, Coreea de Sud                      | 3                                        | 100 m                                    | 10,85                                    |
| 1988                                     | Jocurile Olimpice                        | Seul, Coreea de Sud                      | 3                                        | 200 m                                    | 21,95                                    |
| 1988                                     | Jocurile Olimpice                        | Seul, Coreea de Sud                      | 2                                        | lungime                                  | 7,22                                     |
| 1990                                     | Campionatul European                     | Split, Iugoslavia                        | 2                                        | 200 m                                    | 22,19                                    |
| 1990                                     | Campionatul European                     | Split, Iugoslavia                        | 1                                        | lungime                                  | 7,30                                     |
| Reprezentând RFG                         |                                          |                                          |                                          |                                          |                                          |
| 1991                                     | Campionatul Mondial în sală              | Sevilla, Spania                          | 2                                        | lungime                                  | 6,82                                     |
| 1991                                     | Campionatul Mondial                      | Tokio, Japonia                           | 2                                        | lungime                                  | 7,29                                     |
| 1991                                     | Campionatul Mondial                      | Tokio, Japonia                           | 3                                        | 4 x 100 m                                | 42,33                                    |
| 1992                                     | Jocurile Olimpice                        | Barcelona, Spania                        | 1                                        | lungime                                  | 7,14                                     |
| 1993                                     | Campionatul Mondial                      | Stuttgart, Germania                      | 1                                        | lungime                                  | 7,11                                     |
| 1994                                     | Campionatul European în sală             | Paris, Franța                            | 1                                        | lungime                                  | 7,06                                     |
| 1994                                     | Campionatul European                     | Helsinki, Finlanda                       | 1                                        | lungime                                  | 7,14                                     |
| 1995                                     | Campionatul Mondial                      | Göteborg, Suedia                         | 9                                        | lungime                                  | 6,64                                     |
| 1995                                     | Campionatul Mondial                      | Göteborg, Suedia                         | —                                        | heptatlon                                | NT                                       |
| 1997                                     | Campionatul Mondial în sală              | Paris, Franța                            | 7                                        | lungime                                  | 6,63                                     |
| 1997                                     | Campionatul Mondial                      | Atena, Grecia                            | 4                                        | lungime                                  | 6,89                                     |
| 1998                                     | Campionatul European                     | Budapesta, Ungaria                       | 1                                        | lungime                                  | 7,16                                     |
| 1999                                     | Campionatul Mondial                      | Sevilla, Spania                          | –                                        | lungime                                  | NS                                       |
| 2000                                     | Campionatul European în sală             | Gent, Belgia                             | 2                                        | lungime                                  | 6,86                                     |
| 2000                                     | Jocurile Olimpice                        | Sydney, Australia                        | 1                                        | lungime                                  | 6,99                                     |
| 2001                                     | Campionatul Mondial în sală              | Lisabona, Portugalia                     | 5                                        | lungime                                  | 6,75                                     |
| 2001                                     | Campionatul Mondial                      | Edmonton , Canada                        | 22                                       | lungime                                  | 4,45                                     |
| 2002                                     | Campionatul European                     | München, Germania                        | 5                                        | lungime                                  | 6,64                                     |

## Recorduri personale
| Probă                       | Performanță | Dată               | Locație        |
| --------------------------- | ----------- | ------------------ | -------------- |
| 100 m                       | 10,91 s     | 6 iulie 1986       | Moscova        |
| 200 m                       | 21,71 s =RN | 29 iunie 1986      | Jena           |
| Săritură în lungime         | 7,48 m RN   | 9 iulie 1988       | Neubrandenburg |
| Heptatlon                   | 6741        | 11 septembrie 1994 | Talence        |
| 60 m în sală                | 7,23 s      | 11 februarie 1992  | Osaka          |
| 200 m în sală               | 22,27 s RN  | 7 martie 1987      | Indianapolis   |
| Săritură în lungime în sală | 7,37 m RM   | 13 februarie 1988  | Viena          |